# Idealgasligning
Idealgasloven eller idealgasligningen er en matematisk model, der beskriver en ideel gas. Idealgasloven blev først formuleret i 1834 af Benoît Paul Émile Clapeyron, der ofte tilskrives at være termodynamikkens fader. I følge loven er trykket {\displaystyle p}, volumenet {\displaystyle V}, den absolutte temperatur {\displaystyle T} og stofmængden {\displaystyle n} af en gas relateret ved ligningen:
{\displaystyle pV=nRT}
hvor {\displaystyle R} betegner gaskonstanten.
Idealgasloven er en manifestering af århundredes forskning i termodynamik og har været afgørende i den nuværende forståelse af den kemiske fysik såvel som den fysiske kemi.

## Ideelle gasser
Som navnet afslører tager idealgasloven udgangspunkt i ideelle gasser. En ideel gas er en hypotetisk gas, der består af identiske partikler, der ingen volumen har, ikke virker på hinanden med intermolekylære kræfter og kun støder sammen på en sådan måde, at ingen kinetisk energi går tabt – de såkaldte elastiske sammenstød.
I virkeligheden findes der intet molekyle, der ingen volumen har. Ligeledes vil alle atomer og molekyler udvise – i hvert fald momentære – intermolekylære frastødninger og tiltrækninger. Yderligere er sammenstødene mellem gas og deres beholder ej heller elastiske – noget kinetisk energi går tabt. Idealgasloven er således kun en tilnærmelse for de gasser, den anvendes på. Det viser sig dog i de fleste tilfælde, at være en tilstrækkelig god tilnærmelse. 
Idealgasloven er mest præcis ved:
- Høje temperaturer: Ved høje temperaturer har gasmolekylerne så høj kinetisk energi {\displaystyle E_{\text{kin}}}, at den potentielle energi {\displaystyle E_{\text{pot}}}, der kommer af interaktionen mellem molekylerne, er meget mindre:

{\displaystyle E_{\text{pot}}\ll E_{\text{kin}}}
- Lavt tryk: Ved lavt tryk er der så stor afstand mellem molekylerne imellem, at man kan se bort fra molekylernes ekskluderede volumen {\displaystyle V_{\text{mol}}}.

{\displaystyle V_{\text{mol}}\ll {\frac {V}{nN_{A}}}}.
Ideen om idealisere et system for at muliggøre en tilnærmende matematisk model er noget, der bruges ofte inden for fysik og kemi. Fordelen ved at idealisere et system er, at en beskrivelse af det gøres lettere. Dog er beskrivelsen i bedste fald tilnærmet, hvor man bruger ordet model. Der findes modeller, der i højere grad giver en tilfredsstillende beskrivelse af reele gasser. Disse er dog sværere at arbejde med.

## Historisk udvikling
Udviklingen af idealgasloven har taget flere århundreder. Denne udvikling har været hel central i forståelsen af grundstoffer, atomer og disses opbygning, hvorfor udviklingen har taget så lang tid. Idealgasloven kan ses som en sammensætning af en masse sammenhænge, der igennem århundrede blev gjort mellem tryk, volumen, temperatur og stofmængde:

### 1662: Boyles lov
I 1662 udgav den irske kemiker Robert Boyle en sammenhæng, der senere blev kendt som Boyles lov:
Om en given mængde gas ved en given temperatur gælder, at trykket {\displaystyle p} og volumenet {\displaystyle V} er omvendt proportionale.
Boyles lov ses ofte formuleret på to måder, der dybest set er ens:
{\displaystyle {\begin{aligned}&pV=k\\&p_{1}V_{1}=p_{2}V_{2}\\\end{aligned}}}

### 1702: Gay-Lussacs lov
I 1702 forudsagde den franske fysiker Guillaume Amontons en sammenhæng mellem volumen og temperatur ud fra semieksperimentelle undersøgelser af vand. I 1802 udgav den franske kemiker og fysiker Joseph Louis Gay-Lussac sammenhængen, der siger, at trykket {\displaystyle p} i en gas under konstant volumen er proportional med temperaturen {\displaystyle T}:
{\displaystyle p\propto T}
Hvis en gas opvarmes, vil forholdet mellem tilstand 1 og tilstand 2 således være:
{\displaystyle {\frac {p_{1}}{T_{1}}}={\frac {p_{2}}{T_{2}}}}

### 1802: Charles lov
I 1802 opdagede Gay-Lussac endnu en lovmæssighed. Denne gang var det mellem temperatur og volumen. Sammenhængen formuleredes:
Ved et givent volumen, ændres temperaturen af en given mængde gas med samme faktor som dens absolutte temperatur
Gay-Lussacs 2 lov ses ligeledes formuleret på to måder:
{\textstyle V=k*T}
{\displaystyle {\frac {V_{1}}{T_{1}}}={\frac {V_{2}}{T_{2}}}}
Gay-Lussac tilskrev hans fund til Jacques Charles, da han havde brugt meget af hans data fra 1787. Derfor blev loven kendt som Charles lov.

### 1811: Avogadros lov
I 1811 forudsagde den italienske kemiker Amedeo Avogadro efter grundige eksperimenter, at der findes en sammenhæng mellem en gas' stofmængde og volumen. Dette formuleredes således:
Ens mængder idealgas består ved samme temperatur og tryk af lige mange partikler.
Med moderne nomenklatur formuleres loven ofte således: Ved ens betingelser fylder et mol gas lige meget. Loven ses også formuleret således:
{\displaystyle {\frac {n}{V}}=k}
Loven kan måske ses som blot endnu en sammenhæng i rækken, men den førte dog noget revolutionerende med sig set i lyset af de andre erkendelser. Den såkaldte gaskonstant måtte være ens for alle gasser, idet følgende nu kunne udledes:
{\displaystyle {\frac {p_{1}\cdot V_{1}}{T_{1}\cdot n_{1}}}={\frac {p_{2}\cdot V_{2}}{T_{2}\cdot n_{2}}}=k}

## Udledninger
Man kan udlede idealgassen på flere måder.

### Empirisk udledning
Ud fra de forskellige lovmæssigheder, der opdagedes i perioden 1662 til 1811, kan idealgasloven udledes på fire forskellige måder. Oprindeligt blev den udledt fra Avogadros lov og Gay-Lussacs lov.
I denne artikel udledes loven ved at betragte en gas under konstant stofmænge og temperatur. Ændringen i gassen fra tilstand 0 til 1 må altså følge Boyles lov:
{\displaystyle p_{0}V_{0}=p_{1}V_{1}}
hvor
{\displaystyle T_{0}=T_{1}}
Gassen opvarmes nu under konstant volumen og stofmængde for at gå fra tilstand 1 til tilstand 2. Her skal Gay-Lussacs lov anvendes:
{\displaystyle {\frac {p_{1}}{T_{1}}}={\frac {p_{2}}{T_{2}}}}
hvor
{\displaystyle V_{1}=V_{2}}
Derfor må relationen mellem tilstand 0 og tilstand 2 være:
{\displaystyle {\begin{aligned}p_{0}V_{0}&={\frac {p_{2}T_{1}}{T_{2}}}V_{1}\\{\frac {p_{0}V_{0}}{T_{0}}}&={\frac {p_{2}V_{2}}{T_{2}}}\end{aligned}}}
For to beholdere med gas ved samme temperatur og samme tryk, er det kun volumenet, der vil ændre sig, når de to beholdere sættes sammen. Jf. Avogadros lov er stofmængden dermed tilsvarende øget
{\displaystyle {\frac {pV}{T}}=kn}
hvor konstanten {\displaystyle k} er gaskonstanten {\displaystyle R}:
{\displaystyle pV=nRT}
Dermed er idealgasligningen udledt fra de empiriske love.

### Kinetisk gasteori
I dag kan loven dog også udledes gennem den kinetiske gasteoris grundbegreber for en idealgas. Dette kan gøres stringent med udgangspunkt i Maxwell-Boltzmann-fordelingen, der beskriver hastighedsfordeligen for partiklerne i en idealgas. Det er dog også muligt at lave en forsimplet, men mere intuitiv, udledning, hvor fokus ligger på en enkelt gaspartikel.

#### Forsimplet udledning
I den forsimplede udledning betragtes en partikel, der bevæger sig i en kasse og reflekteres af væggene uden at miste energi. Den har altså en konstant fart {\displaystyle v}. Hver gang den rammer en væg, er der desuden impulsbevarelse. Hvis en væg ligger i {\displaystyle x}-retningen, og partiklens impulskomponent i {\displaystyle x}-retning er {\displaystyle P_{x}}, skal det gælde, at
{\displaystyle P_{x}=P_{\text{w}}-P_{x}}
hvor {\displaystyle P_{\text{w}}} er den tilførte impuls til væggen, og minusset angiver, at partiklen er blevet reflekteret og altså bevæger sig i den modsatte retning. Den tilførte impuls pga. ét enkelt sammenstød er altså:
{\displaystyle P_{\text{w}}=2Px=2mv_{x}}
hvor {\displaystyle m} er partiklens masse. Hvis kassen i {\displaystyle x}-retningen har længden {\displaystyle L} skal partiklen rejse afstanden {\displaystyle 2L} for at blive reflekteret tilbage til væggen. Tiden {\displaystyle \Delta t}, det tager, er givet ved:
{\displaystyle \Delta t={\frac {2L}{v_{x}}}}
Den tilførte impuls pr. tid - hvilket er det samme som kraften {\displaystyle F_{1}} - for en enkelt partikel er altså:
{\displaystyle F_{1}={\frac {dP}{dt}}={\frac {P_{\text{w}}}{\Delta t}}={\frac {2mv_{x}^{2}}{2L}}={\frac {mv_{x}^{2}}{L}}}
Hvis væggen har et areal {\displaystyle A}, er trykket:
{\displaystyle p_{1}={\frac {F_{1}}{A}}={\frac {mv_{x}^{2}}{AL}}}
Da
{\displaystyle V=AL}
for en kasse, kan dette også skrives som:
{\displaystyle p_{1}V=mv_{x}^{2}}
Venstresiden ligner nu allerede den ønskede idealgasligning. For {\displaystyle N} partikler skal bidragene fra hver partikel lægges sammen:
{\displaystyle pV=Nm\langle v_{x}^{2}\rangle }
hvor {\displaystyle \langle v_{x}^{2}\rangle } er gennemsnittet for partiklerne. Da
{\displaystyle v^{2}=v_{x}^{2}+v_{y}^{2}+v_{z}^{2}}
og da partiklerne i gennemsnit bevæger sig lige meget i alle retninger, må det gælde, at
{\displaystyle \langle v^{2}\rangle =\langle v_{x}^{2}\rangle +\langle v_{y}^{2}\rangle +\langle v_{z}^{2}\rangle =3\langle v_{x}^{2}\rangle }
og derfor:
{\displaystyle \langle v_{x}^{2}\rangle ={\frac {\langle v^{2}\rangle }{3}}}
Dette indsættes, og der ganges og divideres desuden med en halv:
{\displaystyle pV=N{\frac {2}{2}}m{\frac {\langle v^{2}\rangle }{3}}=N{\frac {2}{3}}{\frac {1}{2}}m\langle v^{2}\rangle }
Det ses, at den gennemsnitlige kinetiske energi står på højresiden:
{\displaystyle pV=N{\frac {2}{3}}\langle E_{\text{kin}}\rangle }
Ifølge Maxwell-Boltzmann-fordelingen er den kinetiske energi givet ved:
{\displaystyle \langle E_{\text{kin}}\rangle ={\frac {3}{2}}k_{\text{B}}T}
Det gælder derfor, at:
{\displaystyle pV=N{\frac {2}{3}}{\frac {3}{2}}k_{B}T=Nk_{\text{B}}T}
Dermed er temperaturen introduceret, og idealgasligningen er udledt. For at få den vante form kan det anvendes, at antallet af partikler blot er antallet af mol gange Avogadros tal {\displaystyle N_{\text{A}}}:
{\displaystyle pV=nN_{\text{A}}k_{\text{B}}T}
Det ses, at gaskonstanten må være givet ved:
{\displaystyle R=N_{\text{A}}k_{B}}
Derved er idealgasligningen blevet helt udledt.